# April Fool
Die April Fool (englisch: „Aprilscherz“ oder „April April!“) ist ein etwa 1,80 Meter langes Segelboot, das 1968 als bis dahin kürzestes Segelboot einen Ozean – den Atlantik – überquerte (das bis heute am Bootsvolumen gemessen kleinste Boot, das den Atlantik überquerte, ist das Klepper-Faltboot von Hannes Lindemann). Die April Fool hält bis heute (Stand 2006) den Rekord für die schnellste Ozeanüberquerung eines Bootes von weniger als drei Metern Länge.
Die Mini-Yacht mit nur einem Segel ließ der US-Amerikaner Hugo Vihlen (* 1932), ein Delta-Airlines-Pilot und Luftwaffe-Veteran des Koreakriegs, bei Edwin H. Mairs bauen. Obwohl die US-amerikanische Küstenwache, die das Boot für zu klein und ungeeignet hielt, Vihlen davon abzubringen versucht hatte, segelte er die April Fool 1968 nonstop allein über den Atlantik. Am 29. März lief Vihlen von Casablanca (Marokko) mit Ziel Florida aus. Ausgerüstet war die April Fool mit einem Funkgerät, dessen Sendefunktion allerdings vor der Ankunft ausfiel, und einem Sextanten. Nach einer Grundberührung auf einem kubanischen Riff sichtete Vihlen am 20. Juni die Küste von Florida. Er hatte geplant, in seiner Heimatstadt Homestead anzulegen, ein ablandiger Wind und der Golfstrom trieben ihn aber bis vor die Küste von Delray Beach (Palm Beach County). Die April Fool war nur noch 22 Seemeilen vom Land entfernt, als sie die letzte Strecke von der Küstenwache, die unter anderem durch den ausbleibenden Funkverkehr beunruhigt war, in den Hafen geschleppt wurde. Vihlen gab später an, er habe das allerdings nur auf Drängen der Küstenwache zugelassen, denn er habe seine Position gekannt, und die April Fool habe keiner Hilfe bedurft. Für die Wertung der Rekordfahrt war das Abschleppen jedenfalls unerheblich: Vihlen hatte die Bahamas bereits passiert und damit offiziell den Atlantik allein überquert. 84 Tage hatte die April Fool von Casablanca nach Florida gebraucht. Damit gelang ihr die schnellste Ozeanüberquerung eines Bootes unter drei Metern. Vor allem aber hielt sie bis 1993 den Rekord für das kleinste Boot, das jemals den Atlantik überquert hat.
1993 wurde der Rekord von dem Boot Verahugh des Briten Tom McNally unterboten, das nur 1,64 m (5 Fuß 4,5 Zoll) lang war. Kurz darauf holte sich Vihlen den Rekord mit einem noch kleineren Boot – der 1,63 m (5 Fuß 4 Zoll) langen Father's Day (nicht zu verwechseln mit der 61 Fuß langen gleichnamigen Motorjacht, die sich Vihlen später kaufte) – zurück, das er vom kanadischen St. John’s (Neufundland) in den Hafen der englischen Stadt Falmouth segelte, in dem er am 26. September 1993 eintraf (beschrieben im Buch The Stormy Voyage of Father's Day). Die Ausrüstung mit einem GPS, einem Wasserzubereiter, einem UKW- sowie einem SSB-Amateurfunkgerät und Solarpanelen (die aufgrund des schlechten Wetters allerdings kaum einsetzbar waren) war auf der Father's Day, die Vihlen 2006 dem britischen National Maritime Museum übergab, also bereits sehr viel moderner als noch auf der April Fool. Beide der jüngeren Atlantiküberquerungen dauerten allerdings länger als die Fahrt der April Fool: Die Father's Day brauchte 105 Tage, Tom McNallys Verahugh sogar 113 Tage. So steht der Geschwindigkeitsrekord der April Fool bis heute: Bisher ist es keinem Boot unter drei Metern gelungen, einen Ozean schneller zu überqueren als Vihlens Mini-Yacht.
Bis 2007 befand sich die April Fool auf der Veranda eines „Coffeeshops“ zwischen Miami und Key West, bis sie restauriert und ins Mariners’ Museum in Newport News, Virginia, überführt wurde.

## Schiffsdaten
- Kennzeichen: FL 4359 AH
- Länge über alles (Lüa): 1,80 m (5 Fuß 11 Zoll)
- Länge Wasserlinie (LWL): 1,78 m (5 Fuß 11 Zoll)
- Breite über alles: 1,52 m (5 Fuß)
- Tiefgang: 0,48 m (1 Fuß 7 Zoll)
- Verdrängung: 554,3 kg (1222 Pfund)